# 海福爾斯 (北卡羅萊納州)
海福爾斯（英語：High Falls）是位於美國北卡羅萊納州穆爾縣的非建制地區。

## 歷史
海福爾斯的郵局自1898年營運至今。

## 地理
海福爾斯所處的海拔為高於海平面111米（即364英呎），而該地所採用的時區為UTC-5，即北美东部时区（EST）。同時該地設有夏令時間，為UTC-5調快一小時，即UTC-4（EDT）。